# الكأس السلطانية 1927
كَأْسُ السُّلْطَانِ حُسَين 1927 هي النُّسْخة الحادية عَشر من بُطولة كَأْس السُّلطان حُسَين. لُعبت البُطولة في عام 1927، وفاز بها الأهلي بعد فوزه في النهائي على فَريق الخَيَّالة البِرِيطاني بنَتيجة 2–0.